# 布雷斯地区博尔派尔
布雷斯地区博尔派尔（法語：Beaurepaire-en-Bresse，法語發音：[boʁpɛʁ ɑ̃ bʁɛs]）是法国勃艮第-弗朗什-孔泰大區索恩-卢瓦尔省的一个市镇，属于卢昂区。

## 地理
布雷斯地区博尔派尔（46°40'7"N, 5°23'16"E）面积10.42 平方千米，位于法国勃艮第-弗朗什-孔泰大區索恩-卢瓦尔省，该省份为法国中部省份，北起顺时针与科多尔省、汝拉省、安省、罗讷省、卢瓦尔省、阿列省和涅夫勒省接壤。
与布雷斯地区博尔派尔接壤的市镇（或旧市镇、城区）包括：萨耶纳尔、库尔拉乌、莱勒波。
布雷斯地区博尔派尔的时区为UTC+01:00、UTC+02:00（夏令时）。

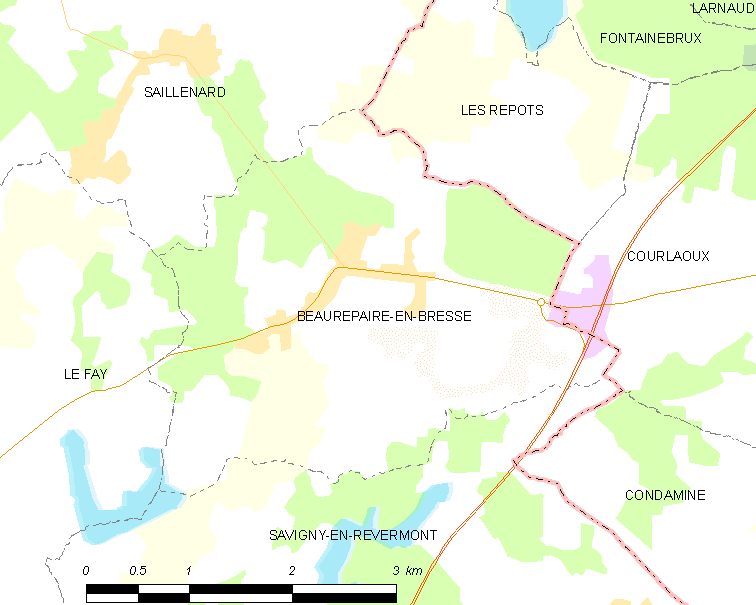
布雷斯地区博尔派尔的OSM定位图

## 行政
布雷斯地区博尔派尔的邮政编码为71580，INSEE市镇编码为71027。

## 政治
布雷斯地区博尔派尔所属的省级选区为皮埃尔德布雷斯县。

## 人口

1962-2008年间布雷斯地区博尔派尔人口变化图示

布雷斯地区博尔派尔于2022年1月1日时的人口数量为724人。